# Biggin Hill
Biggin Hill je město a volební okrsek na okraji obvodu Bromley v jihovýchodním Londýně, hlavním městě Spojeného království.

## Historie

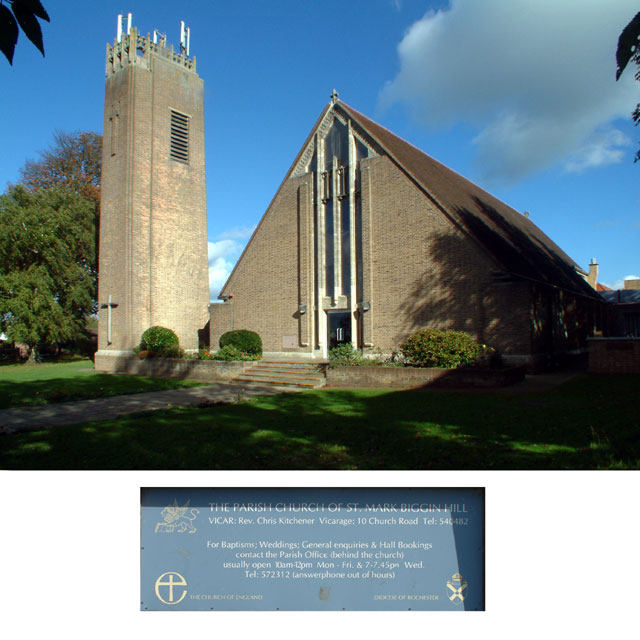
Kostel sv. Marka v Biggin Hill

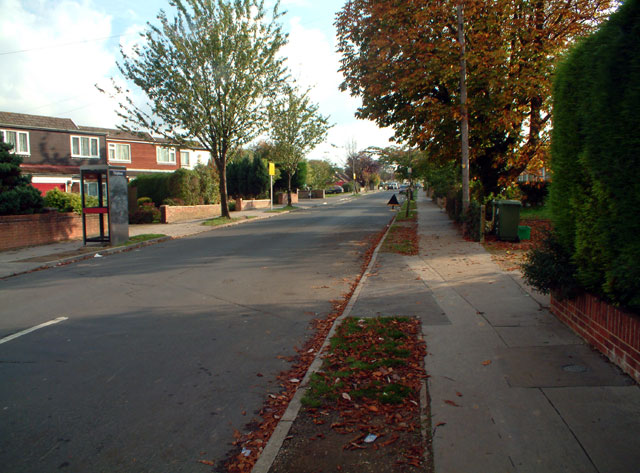
Old Tye Avenue, Biggin Hill

Oblast nynějšího Biggin Hill byla známa jako součást lokality Aperfield v Cudhamském farnosti. Oficiálně se začal název Biggin Hill používat po druhé světové válce, kvůli nedalekému letišti na stejnojmenném kopci.
Nejvýznamnější a architektonicky nejpozoruhodnější budovou v Biggin Hill je kostel sv. Marka na Church road, tzv. "pohybující se kostel", postavený podle návrhů Richarda G. Scotta. Byl postaven v roce 1950 z materiálu kostela Všech svatých v Severním Peckhamu. Většina kostela byla postavena dobrovolníky pod vedením Rev Vivian Symonsové, která sama provedla hodně dekorativních prací.

## Umístění

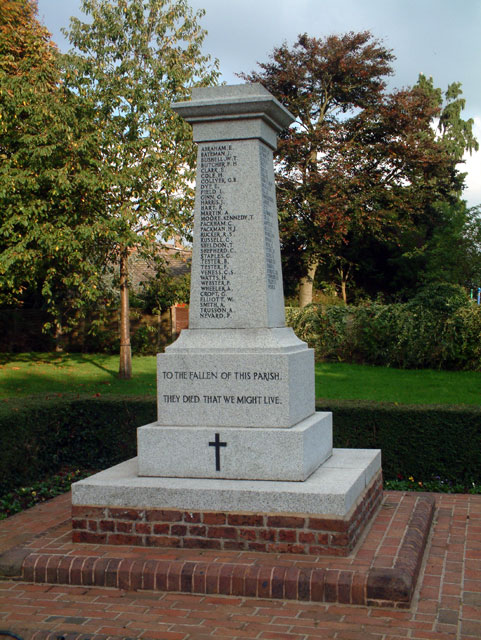
Válečný památník v Biggin Hill

Biggin Hill leží na okraji obvodu Bromley. Jedinou hlavní silnicí, která oblastí prochází, je silnice A233 ve směru sever - jih. Oblast je většinou obklopena malými osadami. Poštovní směrovací číslo pro Biggin Hill je TN16 a jeho poštovní město je Westerham, přestože leží mimo Velký Londýn. Pošta v Biggin Hill stojí na ulici Main road.

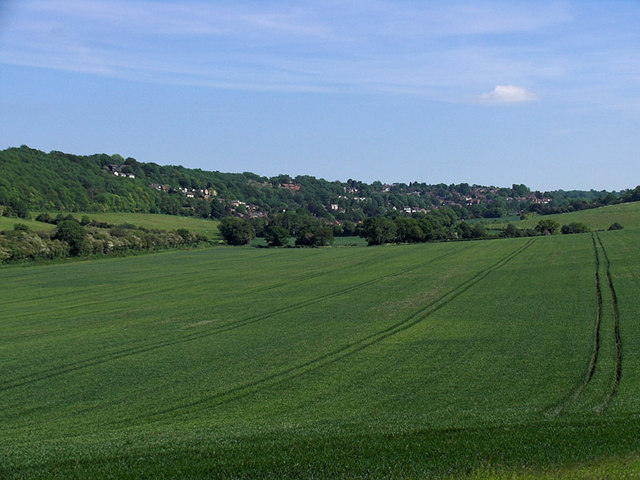
Pohled na Biggin Hill z lesa Jewel Wood

Biggin Hill leží na stejnojmenném kopci ve výšce 184 m n. m.. Kvůli krásné okolní přírodě se stává celkem častým místem rodin, stěhujících se z Londýna. Okolí vrchu je často nazýváno Biggin Hill Valley (Údolí Biggin Hill).

## Doprava
Biggin Hill mělo vždycky špatné dopravní spojení. Autobusové spojení s Londýnem a okolím obstarává jen několik málo linek, zastavujících na dvou pouze zastávkách.

### Železnice
Biggin Hill nemá vlastní železniční zastávku, ani zde železnice nevede.
Nejbližší železniční zastávky jsou:
- Hayes station (10, 5 km)
- Orpington station (11 km)
- Bromley South station (12, 1 km)

### Autobusy
Tato oblast je obsluhována pěti londýnskými autobusy a jedním autobusem společnosti Transport of London.
Autobusové linky:
- 246 Bromley - Westerham (v létě rozšířena o Chartwell)
- 320 Bromley - Biggin Hill Valley (zastávka Rosehill Road)
- 464 Tatsfield - New Addington
- R2 Biggin Hill Valley (zastávka Melody Road) - Petts Wood
- R8 Apperfield - Orpington
- Surrey Route 594 Oxted (Chalkpit Wood) - Biggin Hill (vždy kromě nedělí a svátků)

### Tramvaje
Oblast Biggin Hill není, stejně jako železnicemi, obsluhována tramvajovou dopravou. Nejbližší tramvajová zastávka je v 5, 6 km vzdáleném New Addingtonu. V poslední době se mluvilo a zavedení tramvajové linky č. 3 až do Biggin Hill, zatím ale plán nebyl realizován.

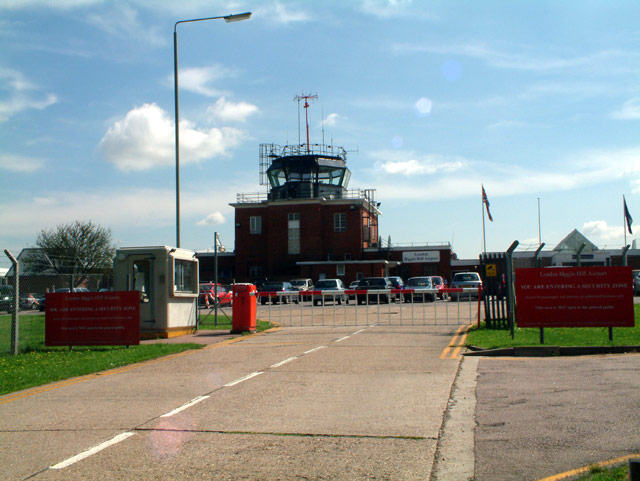
Mezinárodní letiště Biggin Hill

### Letectví

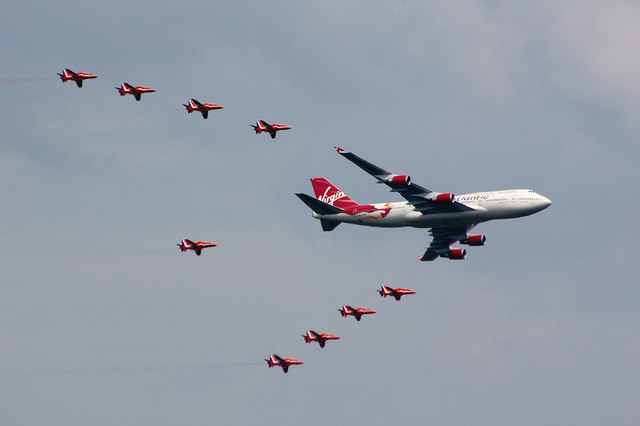
Letecký den v roce 2009

Biggin Hill je známé především díky svému letišti.
Mezinárodní letiště Londýn - Biggin Hill (IATA: BQH, ICAO: EGKB) sice provozuje jen velmi málo mezinárodních letů a slouží spíše charterovým linkám a leteckým školám. Vzniklo v roce 1917 jako komunikační centrum a v době druhé světové války sloužilo jako důležitá základna Royal Air Force, jeho důležitost se ještě zvětšila, když zde vzniklo jedno ze stěžejních velitelství během Bitvy o Anglii.
Letiště se objevilo v několika filmech, nejznámější z nich byla Šifra mistra Leonarda. Na letišti se také každoročně pořádá 15. září letecký den a zároveň největší letecká přehlídka v Evropě a jedna z největších na světě Biggin Hill International Air Fare, známá jako Battle of Britain Day.

## Vzdělání
Jediná střední škola v okolí Biggin Hill je Škola Charlese Darwina.
V okolí jsou také dvě základní školy - v Biggin Hill a v Oaklandu. Na okraji Biggin Hill se nachází Základní škola Cudham CoE, která stojí v blízkosti hříběcí farmy, dále pak Základní škola Tatsfield a Downe, obě v obci Downe.